# Asociación de Básquetbol Ancud
El Club Deportivo Asociación de Básquetbol Ancud conocido también como ABA Ancud es un club deportivo profesional de básquetbol con sede en Ancud, Chile, que juega en la Liga Nacional de Básquetbol (LNB), la categoría más alta del básquetbol chileno. Juega sus partidos de local en el Gimnasio Fiscal de Ancud, compartiendo una rivalidad deportiva con el equipo chilote Club Deportes Castro disputando el llamado Clásico Chilote.
El club fue fundado en 2010, para reemplazar al desaparecido Deportes Ancud, hecho ocurrido en la ciudad el año anterior. En la Libsur 2012, actual Liga Saesa, Ancud consiguió ganar el campeonato por primera vez en su historia, frente a Español de Osorno. En la edición LIBSUR 2013 venció en la final al Club de Deportes Las Ánimas, coronándose campeón por segundo año consecutivo.
Su mayor logro en la Liga Nacional de Básquetbol fue alcanzar las finales de conferencia en la temporada 2017-18, temporada 2018-19, cayendo por 1-4 frente a Club Social y Deportivo Osorno Básquetbol y 3-4 frente a Club Deportivo Valdivia, respectivamente.

## Historia

### Inicio y primeras campañas

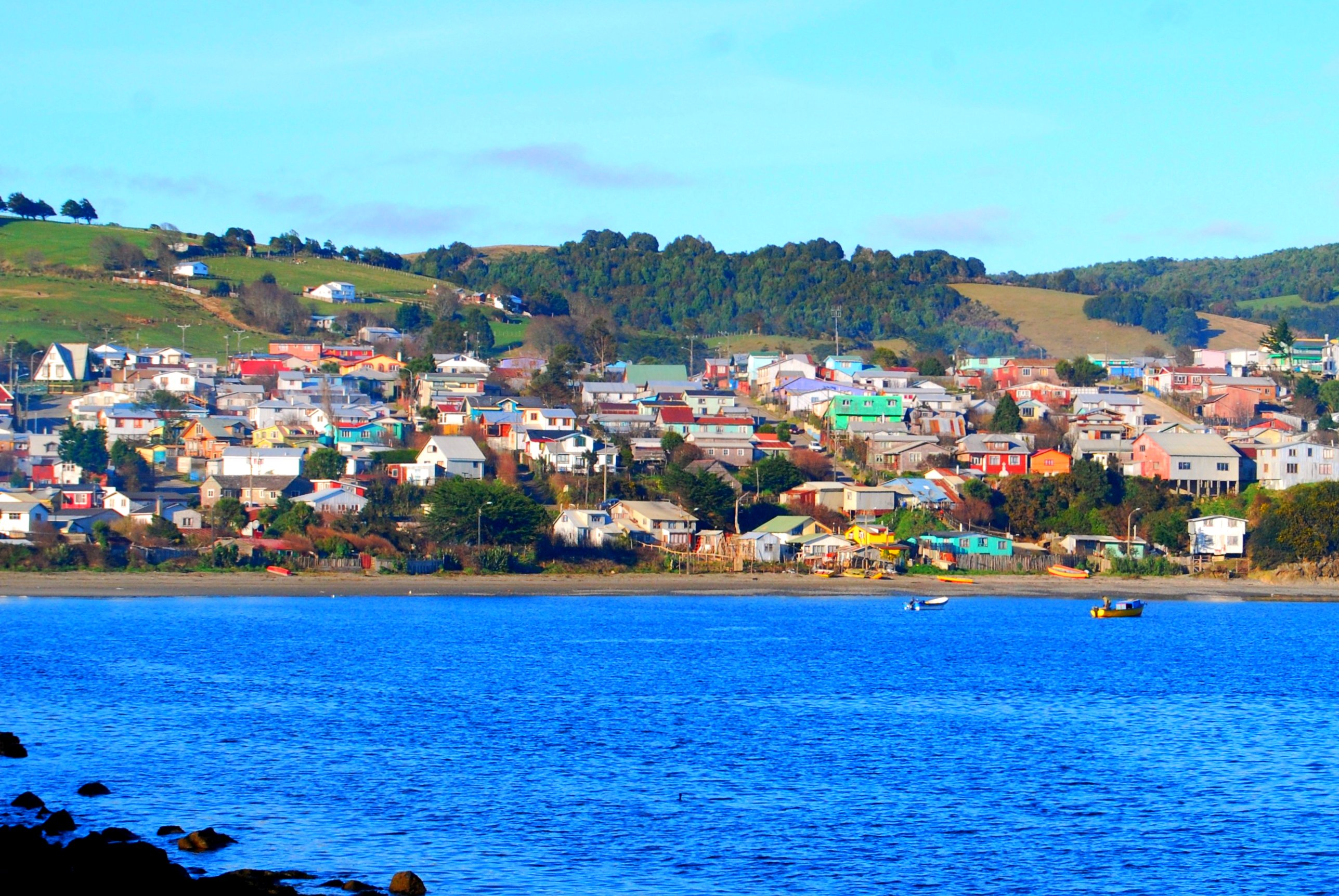
Ancud, sede del equipo, es la segunda ciudad más importante del Archipiélago de Chiloé.

El club fue fundado en el año 2010 como la consecución del extinto Club Deportes Ancud a causa de problemas económicos durante el año 2009, lo que en ese momento dejó por un año a la ciudad chilota sin competir en el básquetbol chileno.
Su debut profesional en el básquetbol se dio en la temporada temporada 2011-2012 de la Liga Nacional, donde quedó ubicado en la Zona Sur. Desafortunadamente los problemas dirigenciales y económicos del club le prohibieron continuar en la liga, retirándose de la competencia al finalizar la Fase Zonal.
En la siguiente temporada clasifica por primera vez a la Fase Nacional, tras quedar en el tercer lugar de la Zona Sur. En la Fase Nacional terminó segundo, y entró por primera vez a la Fase de play-offs de la Liga Nacional. En ésta se midió con Boston College, donde cayó por un marcador de 3-1. En la misma temporada jugó la Libsur 2012, donde se coronó campeón frente a Osorno Básquetbol, clasificando a la Copa Chile 2012, donde cayó frente a Boston College en un único partido.
En la edición 2013-14 realizó una regular campaña, al quedar 4° en la Fase Zonal y clasificando por segunda vez consecutiva a la Fase Nacional. En ella realizó una pésima campaña, donde finalizó en la última posición ganando sólo 3 partidos. Nuevamente ganó la Libsur frente al mismo rival, pero perdiendo la Copa Chile 2013 otra vez frente Boston College.

### Actualidad en la LNB
Actualmente el equipo ha jugado regularmente las fases regulares de los torneos de la Liga Nacional de Básquetbol de Chile, alcanzando la final conferencial en la temporada 2017-18 cayendo 1-4 frente a Club Social y Deportivo Osorno Básquetbol. El siguiente año logró clasificar a los play-offs de la temporada 2018-19, quedando eliminado frente a Valdivia en la final conferencial por 3-4 en la serie.
En el año 2023, logra la clasificación para las semifinales de la Copa Chile, enfrentando en semifinales del Final Four a partido único a la Universidad de Concepción en la ciudad de Osorno, cayendo por 86 a 63. En la disputa por el tercer lugar, Ancud venció a Español de Osorno por 100 a 91, logrando el tercer puesto de la competición. 
En el inicio de la temporada 2024, el club disputó la Super Copa jugando de local en el gimnasio ancuditano enfrentando en semifinales a Atlético Puerto Varas, venciendo en overtime 113-101.  En la final, cayó frente a la Universidad de Concepción por un marcador de 69-95, quedándose con el subcampeonato del super torneo nacional. 
ABA Ancud culminó una temporada 2024 de LNB llena de altibajos. Sufrió la salida de Franco Morales con destino a Team Cali de Colombia, viendo obligada su reestructuración táctica. A pesar de un inicio prometedor, el equipo no logró consolidarse en el primer puesto de la tabla general y cedió el liderato a Español de Osorno. El equipo llegó hasta semifinales en los play-offs, donde su verdugo fue el mismo equipo osornino cayendo 1-3 en la serie. Sin embargo, el equipo logró su clasificación como segundo de la tabla general a la Liga Sudamericana de Baloncesto 2024, logrando una destacada participación quedando tercero del grupo A con un balance de 2 triunfos y 2 derrotas, siendo estos triunfos los primeros a nivel sudamericano para ABA Ancud. 
Actualmente, ABA Ancud se consagró campeón de la Copa Chile 2024 derrotando en la final a Colegio Los Leones disputada en el Gimnasio Fiscal Luis "Caco" Suárez de Ancud. De esta forma logra su primer título de Copa Chile de Básquetbol luego de 3 subcampeonatos en los años 2012, 2013 y 2022-23.

## Estadio
El club utiliza como estadio local el Gimnasio Fiscal de Ancud, el cual es propiedad del municipio de la ciudad. El recinto techado fue inaugurado el día 24 de febrero de 1973, día en el que también fueron inauguradas las oficinas de correo y telégrafo de la ciudad chilota. El estadio es también ocupado por el resto de equipos pertenecientes a la Asociación de Básquetbol de Ancud, como escuelas y equipos femeninos.
En el año 2012, el gimnasio es puesto en remodelación para poder recibir a la Selección de básquetbol de Chile, como también albergar competencias internacionales, ya que, es puesto un nuevo piso de madera con tonos azul marino en su contorno con estándares internacionales de la FIBA. 
A fines del 2024, se hace oficial el cambio de nombre del Gimnasio, pasándose a denominar Gimnasio Fiscal Luis "Caco" Suárez en honor a la leyenda del básquetbol Ancuditano con el fin de reconocer su aporte histórico y legado en el básquetbol nacional. Luis "Caco" Suárez logró el campeonato de DIMAYOR como jugador con Deportes Ancud en el año 1987, siendo este el primer título nacional de Ancud.

## Símbolos

Bandera de la ciudad de Ancud, influencia principal en el escudo del club.

El club utiliza como colores principales el celeste y el azul, combinados muchas veces con tonos de color blanco. Además, el club mezcla en sus camisetas y escudo los colores de la bandera de la ciudad de Ancud, la cual cuenta con colores rojo, azul, amarillo y verde.
El escudo del club consta de un balón de básquetbol con los colores de la bandera de la ciudad de Ancud, rodeado además de una banda de color celeste en alusión al Club Deportes Ancud que también utilizó el color celeste en su camiseta. El club suele llevar los símbolos de la ciudad en la parte frontal de sus camisetas.
Actualmente, el equipo viste completamente de celeste, con vivos blancos y azul marinos en sus costados, siendo Play-off el proveedor de la indumentaria deportiva del equipo ancuditano.

## Trayectoria

### Trayectoria enLiga Nacional de Básquetbol de Chile
Nota: G: Partidos ganados; P: Partidos perdidos; Pts: Puntos
| Temporada     | G   | P    | Pts   | Campaña                                                            | Resultado Playoffs                                                                       |
| ------------- | --- | ---- | ----- | ------------------------------------------------------------------ | ---------------------------------------------------------------------------------------- |
| Liga Nacional |     |      |       |                                                                    |                                                                                          |
| 2011-12       | 10  | 4    | 24    | 2° Zona Sur                                                        | Se abstiene de participar en Fase Nacional                                               |
| 2012-13       | 6 9 | 4 5  | 16 23 | Pierde Semifinales                                                 | ABA Ancud 1-3 Boston College                                                             |
| 2013-14       | 8 3 | 6 11 | 22 17 | 4° Zona Sur 8° Fase Nacional                                       |                                                                                          |
| 2014-15       | 10  | 12   | 32    | Pierde Cuartos de Final                                            | Universidad de Concepción 2-0 ABA Ancud                                                  |
| 2015-16       | 11  | 11   | 33    | Gana Cuartos de Final Pierde Semifinales                           | ABA Ancud 3-2 Atlético Puerto Varas CD Valdivia 3-0 ABA Ancud                            |
| 2016-17       | 19  | 13   | 51    | Gana Cuartos de Final Gana Semifinales Pierde Final de Conferencia | ABA Ancud 4-2 CEB Puerto Montt CD Valdivia 3-4 ABA Ancud Osorno Básquetbol 4-1 ABA Ancud |
| 2017-18       | 20  | 12   | 52    | Gana Primera Ronda Pierde Cuartos de Final                         | ABA Ancud 3-1 CEB Puerto Montt CD Valdivia 4-3 ABA Ancud                                 |
| 2018-19       | 15  | 13   | 43    | Gana Cuartos de Final Pierde Semifinales                           | Las Ánimas 3-4 ABA Ancud CD Valdivia 4-3 ABA Ancud                                       |
| 2019-20       | 14  | 15   | 43    | 6° Conferencia Sur                                                 |                                                                                          |
| 2021          | 5   | 15   | 25    | 6° Conferencia Sur                                                 |                                                                                          |
| 2022          | 11  | 13   | 35    | 9° Temporada Regular                                               |                                                                                          |
| 2023          | 16  | 10   | 42    | Pierde Cuartos de Final                                            | CD Valdivia 3-2 ABA Ancud                                                                |
| 2024          | 21  | 5    | 47    | Gana Cuartos de Final Pierde Semifinales                           | ABA Ancud 3-2 Las Ánimas ABA Ancud 1-3 Español de Osorno                                 |
| 2025          | 15  | 17   | 63    | Gana Play-In Pierde cuartos de final                               | ABA Ancud 2-0 Universidad Católica Colegio Los Leones 3-2 ABA Ancud                      |
| Totales       | 193 | 166  | 568   |                                                                    |                                                                                          |
| Playoffs      | 36  | 42   | -     | 5 veces semifinalista                                              | 5 veces semifinalista                                                                    |

### Trayectoria enCopa Chile de Básquetbol
Nota: G: Partidos ganados; P: Partidos perdidos; Pts: Puntos
| Temporada  | G  | P  | Pts | Campaña                                            | Resultado Playoffs                                                                                               |
| ---------- | -- | -- | --- | -------------------------------------------------- | --- |
| Copa Chile |    |    |     |                                                    | |
| 2012       | 0  | 0  | 0   | Subcampeón                                         | Boston College 83-68 ABA Ancud                                                                                   |
| 2013       | 0  | 0  | 0   | Subcampeón                                         | ABA Ancud 58-67 Boston College                                                                                   |
| 2021       | 2  | 4  | 8   | 3ro Zona C                                         | |
| 2021-22    | 6  | 4  | 16  | 3ro Zona Sur                                       | |
| 2022-23    | 7  | 1  | 15  | Gana cuartos de final Gana Semifinales Subcampeón  | ABA Ancud 2-1 CD Valdivia ABA Ancud 83-65 Colegio Los Leones ABA Ancud 89-95 Universidad de Concepción           |
| 2023       | 10 | 2  | 22  | Gana cuartos de final Pierde Semifinales 3er Lugar | ABA Ancud 2-0 Atlético Puerto Varas ABA Ancud 63-86 Universidad de Concepción ABA Ancud 100-91 Español de Osorno |
| 2024       | 6  | 4  | 16  | Gana cuartos de final Gana Semifinales Gana Final  | ABA Ancud 3-2 Puerto Varas Basket ABA Ancud 84-71 Municipal Puente Alto ABA Ancud 73-66 Colegio Los Leones       |
| Totales    | 31 | 15 | 77  |                                                    | |
| Playoffs   | 11 | 7  | -   | Campeón 2024                                       | Campeón 2024 |

### Trayectoria enSupercopa de Chile de Básquetbol
Nota: G: Partidos ganados; P: Partidos perdidos; Pts: Puntos
| Temporada | G | P | Pts | Campaña                   | Resultado Playoffs                                                                |
| --------- | - | - | --- | ------------------------- | --------------------------------------------------------------------------------- |
| Supercopa |   |   |     |                           |                                                                                   |
| 2023      | 0 | 0 | 0   | Gana Semifinal Subcampeón | ABA Ancud 113-101 Atlético Puerto Varas Universidad de Concepción 95-69 ABA Ancud |

### Trayectoria enLiga Sudamericana de Baloncesto
Nota: G: Partidos ganados; P: Partidos perdidos; Pts: Puntos
| Temporada         | G | P | Pts | Campaña     | Resultados |
| ----------------- | - | - | --- | ----------- | --- |
| Liga Sudamericana |   |   |     |             | |
| 2024              | 2 | 2 | 6   | 3ro Grupo A | Nacional 90-73 ABA Ancud Español de Osorno 72-85 ABA Ancud Santa María 75-84 ABA Ancud ABA Ancud 55-83 San Lorenzo |

## Jugadores

### Plantilla Profesional
Los equipos chilenos pueden registrar como máximo 2 jugadores extranjeros y pueden optar a un tercer jugador, según las bases de la liga. Durante el transcurso de la competición pueden realizar 5 cambios de jugador.  

## Palmarés

### 01!Torneos nacionales
- Copa Chile de Básquetbol (1): 2024
- LIBSUR (2): 2012 y 2013

### 02!Subcampeonatos
- Supercopa de Chile de Básquetbol (1): 2023
- Copa Chile de Básquetbol (3): 2012, 2013, 2022-23
- LIBSUR (1): 2017

Categorías inferiores
- LIBSUR (2): 2018 (U13) y 2019 (U17)